# Titana mirabilis
Titana mirabilis is een pissebed uit de familie Titaniidae. De wetenschappelijke naam van de soort is voor het eerst geldig gepubliceerd in 1909 door Gustav Budde-Lund.